# Johann Nossek
Johann Nossek war ein deutscher Fußballspieler.

## Karriere

### Vereine
Nossek spielte ab Januar 1941 für Vorwärts-Rasensport Gleiwitz als Mittelfeldspieler in der Gauliga Schlesien, eine von zunächst 16, später auf 23 aufgestockten Gauligen zur Zeit des Nationalsozialismus als einheitlich höchste Spielklasse im Deutschen Reich. Mit der Platzierung am 30. März 1941, an dem der Teilnehmer für die Endrunde der Deutschen Meisterschaft gemeldet werden musste, nahm er auch an dieser erstmals teil und bestritt – da seine Mannschaft als Sieger der Untergruppe 1 a hervorgegangen war – die beiden Gruppenfinalspiele gegen den Sieger der Untergruppe 1 b, den Dresdner SC, die jeweils mit 0:3 verloren wurden. Im Wettbewerb um den Tschammerpokal kam er am 3. August 1941 im heimischen Jahnstadion beim 6:1-Zweitrundensieg über die Breslauer SpVg 02 und am 24. August im Wiener Praterstadion bei der 0:8-Niederlage gegen den FK Austria Wien im Achtelfinale zum Einsatz. Die Saison 1941/42 spielte er in der Gauliga Oberschlesien; zusammen mit der Gauliga Niederschlesien als Nachfolgerin der Gauliga Schlesien 1941 eingeführt. Als amtierender Meister belegte er mit seiner Mannschaft den dritten Platz.

### Auswahlmannschaft
Als Spieler der Gauauswahlmannschaft Schlesien (dem Reichsbahn-SV Gleiwitz noch angehörig) kam er im Wettbewerb um den Reichsbundpokal 1938/39 zum Einsatz. Nach Siegen über die Gauauswahlmannschaften Nordmark, Ostmark und Württemberg erreichte er das Finale, das am 5. März 1939 in Dresden mit 2:1 gegen die Auswahlmannschaft Bayern gewonnen wurde.

## Erfolge
- Gaumeister Schlesien 1941
- Reichsbundpokalsieger 1939